# Lecane symoensi
Lecane symoensi är en hjuldjursart som beskrevs av De Ridder 1981. Lecane symoensi ingår i släktet Lecane och familjen Lecanidae. Inga underarter finns listade i Catalogue of Life.